# Charles-Jean-François Hénault
Charles-Jean-François Hénault (Paris, 8 de fevereiro de 1685 – Paris, 24 de novembro de 1770) foi um escritor e historiador francês.

## Vida e carreira

### Primeiros anos
Hénault nasceu em Paris. Seu pai, René Jean Rémy Hénault de Cantobre (1648–1737) um fazendeiro-geral de impostos (Ferme générale), era um homem de gostos literários, e o jovem Hénault obteve uma boa educação no colégio jesuíta Lycée Louis-le-Grand.
Cativado pela eloquência de Massillon, aos quinze anos de idade ingressou no Oratório com a intenção de se tornar pregador, mas após dois anos de residência mudou de intenção e, herdando uma posição que lhe garantiu acesso à mais seleta sociedade parisiense, alcançou distinção desde cedo por suas maneiras espirituosas e graciosas.

### Carreira
O talento literário de Hénault, manifestado na composição de várias peças poéticas leves, uma ópera, uma tragédia (Cornélie, vestale, 1713), etc., garantiu sua entrada na Academia Francesa (1723). Embora fosse um petit-maître, ele também tinha uma capacidade séria, pois se tornou conselheiro do parlement de Paris (1705) e, em 1710, foi eleito presidente da câmara de inquéritos (em francês: Chambre des Enquêtes). Após a morte do conde de Rieux (filho do famoso financista Samuel Bernard), ele se tornou (1753) superintendente da casa da rainha Maria Leszczynska, cuja amizade íntima ele havia desfrutado anteriormente.

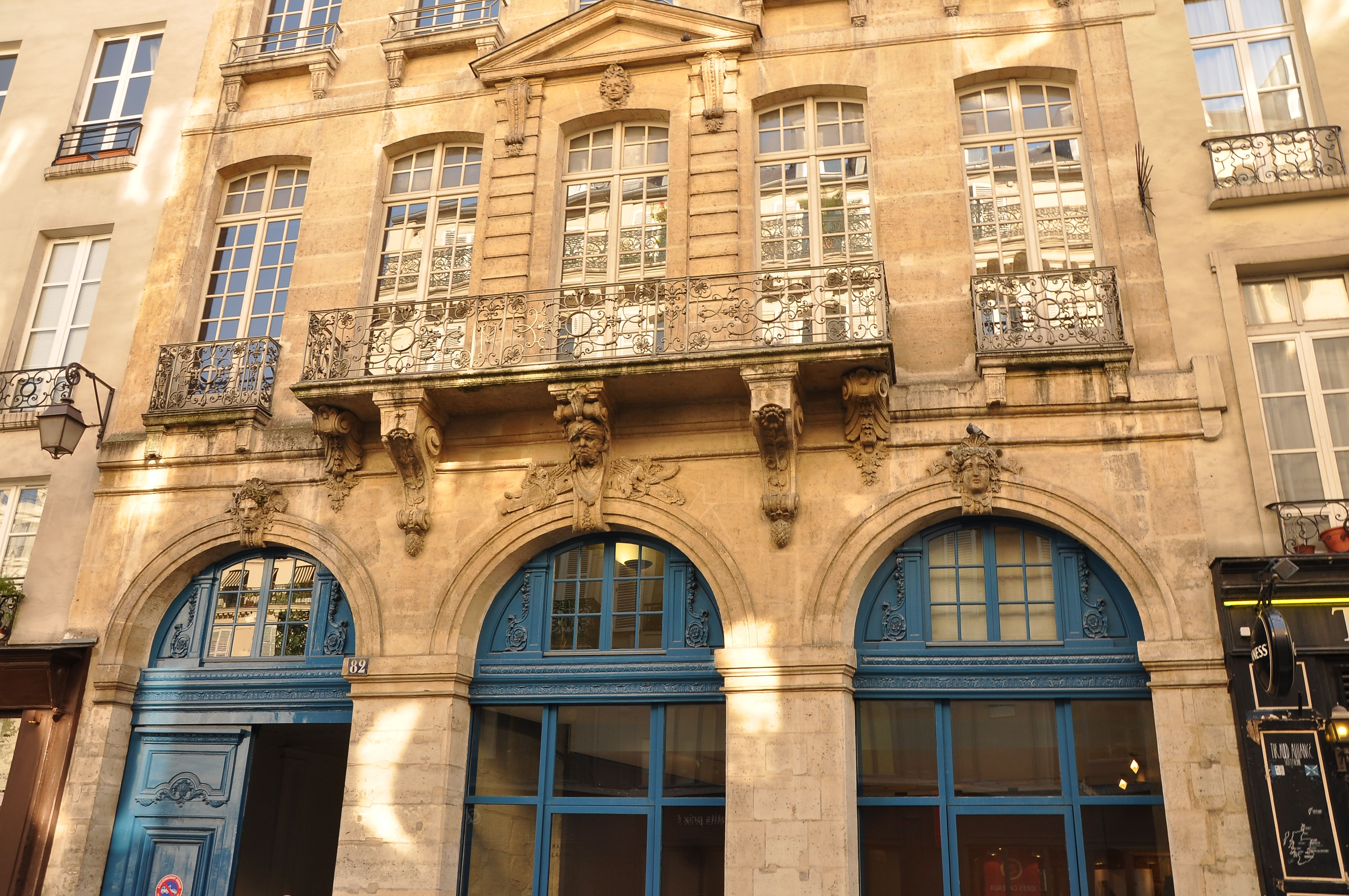
Área de entrada do N° 7 Place Vendôme (hoje Hôtel du Président Hénault de Cantorbe)

Quando Hénault se recuperou de uma doença perigosa aos oitenta anos de idade (1765), ele declarou ter passado por uma conversão religiosa e se retirou para a vida privada, dedicando o restante de seus dias ao estudo e à devoção. Sua religião, no entanto, segundo o marquês d'Argenson, estava isenta de fanatismo, perseguição, amargura e intriga; e isso não o impediu de continuar sua amizade com Voltaire, a quem se diz que ele havia prestado anteriormente o serviço de salvar o manuscrito de La Henriade, quando seu autor estava prestes a entregá-lo às chamas.
A obra literária à qual Hénault dedicou sua maior atenção foi o Abrégé chronologique de l'histoire de France, publicado pela primeira vez em 1744 sem o nome do autor. No âmbito de dois volumes, ele compilou toda a história da França desde os primeiros tempos até a morte de Luís XIV. A obra não tem originalidade. Hénault manteve seus cadernos de anotações das aulas de história no colégio jesuíta, cujo conteúdo foi retirado de Mézeray e Pe. Daniel. Ele os revisou primeiro em 1723 e mais tarde os colocou na forma de perguntas e respostas no modelo de Pe. le Ragois e, seguindo Dubos e Boulainvilliers, e com a ajuda do abade Boudot, ele compilou seu Abrégé.
A pesquisa é toda superficial e apenas emprestada. Mas a obra teve um sucesso prodigioso e foi traduzida para vários idiomas, até mesmo para o chinês. Isso se deveu em parte à popularidade e posição de Hénault, em parte ao estilo agradável que tornou a história legível. Ele inseriu, de acordo com a moda da época, reflexões morais e políticas, que são sempre breves e geralmente tão frescas e agradáveis quanto justas. Alguns traços magistrais reproduziram as principais características de cada época e os personagens de seus homens ilustres; tabelas cronológicas precisas apresentam os eventos mais interessantes da história de cada soberano e os nomes dos grandes homens que floresceram durante seu reinado; e, intercalados ao longo da obra, há capítulos ocasionais sobre o estado social e civil do país no final de cada período histórico. Continuações do trabalho foram feitas em períodos separados por Fantin des Odoards, por Anguis com notas de Walckenaer e por Michaud. Ele morreu em Paris em 24 de novembro de 1770.
As Mémoires de Hénault chegaram até nós em duas versões diferentes, ambas consideradas autênticas. Uma foi publicada em 1855 por M. du Vigan; a outra era de propriedade do Conde de Coutades, que permitiu que Lucien Perey mostrasse longos trechos em sua obra sobre o Président Hénault (Paris, 1893). As memórias são fragmentadas e desconexas, mas contêm anedotas e detalhes interessantes sobre pessoas notáveis. Veja a Correspondance de Grimm, de Madame de Deffand e de Voltaire; o aviso de Walckenaer na edição do Abrégé; Sainte-Beuve, Causeries du lundi, vol. xiii.; e as Origines de l'abrégé (Ann. Bulletin de la Société de l'histoire de France, 1901). Também H Lion, Le Président Hénault (Paris, 1903).